# ناجي طعمي
ناجي طعمي مخرج سوري، صاحب مؤسسة الفارس للإنتاج السينمائي والتلفزيوني أخرج العديد من المسلسلات التلفزيونية منها مسلسل بقعة ضوء في جزئيه الثالث والسابع وصبايا وغيرها. متزوج من الممثلة كندة حنا ولديه منها 4 أطفال.

## حياته الشخصية
مخرج سوري متزوج من الممثلة كندة حنا في العاصمة السورية دمشق من دون أي مظاهر احتفالية حيث اقتصر الحضور على الأهل وبعض الأصدقاء المقربين وذلك بعد 40 يوماً على إعلان خطبتهما بعد قصة حب خفية جمعتهما، حيث تمّ زواجهُما في إحدى الكنائس في مدينة دمشق بحضور أهل وأصدقاء العروسين. واعلنت صفحة ناجي طعمي على موقع فايسبوك من خلال نشر صورة له مع كندة وهي متألقة بثوب زفاف ابيض. حيث كانت خطوبة الثنائي في مطلع كانون الثاني/يناير 2013 في مدينة دمشق ضمن اجواء عائلية خاصة أيضًَا وذلك نظراً للظروف التي تمر بها سوريا. وقد رزق ناجي وكندة بثلاثة أطفال وهم (فارس، كاتاليا، كرستين، )

## أعماله
| - 2017 : باب الحارة (ج9) - مسلسل (مخرج) - 2016 : باب الحارة (ج8) - مسلسل (مخرج) - 2016 : لستُ جارية - مسلسل (مخرج) - 2015 : حارة المشرقة - مسلسل (مخرج) - 2015 : عين الجوزة - مسلسل (مخرج) - 2015 : بقعة ضوء 11 - مسلسل (مؤثرات بصرية وخدع) - 2014 : صبايا 6 - مسلسل (مخرج) - 2014 : الغربال - مسلسل (مخرج) - 2014 : خواتم - مسلسل (مخرج) - 2014 : صرخة روح 2 - مسلسل (مخرج) - 2013 : صرخة روح - مسلسل (مخرج ) - 2013 : طاحون الشر 2 - مسلسل (مخرج) - 2012 : طاحون الشر - مسلسل (مخرج ) - 2011 : صبايا ج3 - مسلسل (مخرج ) - 2010 : بقعة ضوء 7 - مسلسل (مخرج ) - 2009 : صبايا ج1 - مسلسل (مخرج ) - 2009 : للعدالة كلمة اخيرة - فيلم (مخرج) - 2009 : ولاد العم - فيلم (خدع) - 2008 : موعد مع المطر - مسلسل (مخرج ) - 2008 : وحوش وسبايا - مسلسل (مخرج ) - 2008 : ليلة البيبي دول - فيلم (خدع بصرية) - 2007 : وصمة عار - مسلسل (مخرج ) - 2006 : ماكو فكة - مسلسل (مخرج ) - 2005 : شوهالحكى - مسلسل (مخرج ) | - 2005 : المرابطون والأندلس - مسلسل (مخرج) - 2005 : الظاهر بيبرس - مسلسل (منفذ إنتاج) - 2005 : عياش - مسلسل (خبير التفجيرات) - 2004 : شو هالحكي - مسلسل (مخرج ) - 2004 : عشتار - مسلسل (مخرج) - 2003 : لغز الجريمة - مسلسل (مخرج ) - 2003 : بقعة ضوء 3 - مسلسل (مخرج ) - 2000 : كوابيس - فوازير (مخرج) - 2000 ليل المسافرين - مسلسل (مونتير) - 1999 : مين وين - فوازير (مخرج) - 1999 : المجهول - مسلسل (مونتير) - 1998 : الفندق - مسلسل (مونتير) - 1998 : أخوة التراب (ج2) - مسلسل (أسلحة ومتفجرات) - 1998 : تاج من شوك - مسلسل (كمبيوتر) - 1997 : هوى بحري - مسلسل (مونتير) - 1996 : ياسين تورز - مسلسل (مونتير) - 1996 : الحصان - سهرة تليفزيونية (مونتير) - 1996 : عيلة 6 نجوم - مسلسل (مكساج) - 1996 :أيام الغضب - مسلسل (مكساج) - 1996 : تل الرماد - مسلسل (الشارة) - 1996 : مدير بالصدفة - مسلسل (تصميم الشارة) - 1996 : عيلة 6 نجوم - مسلسل (تصميم الشارة) - 1995 : يوم بيوم - مسلسل (تصميم الشارة) |

## وصلات خارجية
- ناجي طعمي على موقع قاعدة بيانات الأفلام العربية
- صفحة ناجي طعمي (سينما.كوم)
- زواج المخرج ناجي طعمي والممثلة كنده حنا
- موقع ليالينا (بالصور زواج الفنانة السورية كندة حنا رسمياً )